# 大谷幼稚園 (京都府)
大谷幼稚園（おおたにようちえん）は、京都府宇治市木幡御蔵山にある、真宗大谷学園が設置する大谷大学附属の幼稚園。

## 基本理念
本願に生きともに育つ保育
- 真宗保育の実践 ： 真宗保育の実践を全国に発信する拠点
- 学びと育ちの場 ： 真の学びと育ちを支える真宗保育実践の場
- 社会に開かれる ： 子どもの学びと育ちこそ最大の社会貢献

## 教育目標
仏教の精神を中心において、幼児の心身発達を促進援助します。
- すなおで、すこやかで、思いやりのある明るい子どもに育てます。
- きまりある生活がたのしく、なかよくできる子どもに育てます。
- 正しいことばづかい、正しい行いのできる子どもに育てます。

- ほとけの子－「子どもたちに学びを気づかされる」を実践の基盤として展開
- 真宗の「こころ」に育まれた　のびのび　どきどき　いきいき　の体験！
- ヒト　モノ　コト　との　であい

## 沿革
- 1965年　真宗大谷学園が宇治市に幼稚園設置の認可を受ける。
- 1966年　大谷幼稚園開園。初代園長に広小路亨就任。
- 1969年　園舎増築。運動場整備。（各年齢3クラス）。
- 1971年　各年齢4クラス。
- 1977年　第2代 園家順一園長就任。
- 1985年　創立20周年記念式典挙行。
- 1993年　2年保育から3年保育に拡充。
- 1995年　大谷大学の付属幼稚園となる。第3代 藤田昭彦園長就任。
- 1995年　創立30周年記念式典挙行。
- 2002年　預かり保育開始。
- 2012年　第4代 佐賀枝夏文園長就任。大谷幼稚園新園舎完成。
- 2014年　第5代 徳岡博巳園長就任。

## 行事
行事・園の生活は公式Facebookページ「大谷幼稚園」から配信されている。
- 4月　始業式、入園式
- 5月　花まつり、東本願寺参拝、園外保育
- 6月　親子あそび、大谷大学探検隊、プールあそび、園外保育
- 7月　プールあそび、終業式、夏休み、お泊り保育（年長）
- 8月　夏期保育
- 9月　始業式、虫とり、彼岸会
- 10月　運動会、いもほり、おいもパーティー、園外保育、園児大会
- 11月　交通安全教室、報恩講、制作展、創立記念日
- 12月　成道会、もちつき、幼教フェスティバル、終業式、冬休み
- 1月　始業式
- 2月　豆まき、涅槃会、生活発表会
- 3月　お別れ遠足、お別れ会、卒園式、終業式、春休み

## 系列校
真宗大谷学園は、真宗の精神に則り、教育基本法及び学校教育法の定めるところに従い、次の学校を設置し、学校教育を行う学校法人。
真宗大谷学園の設置する学校園
- 大谷大学
- 大谷大学短期大学部
- 九州大谷短期大学
- 大谷中学校・大谷高等学校（中高一貫校）
- 大谷大学付属大谷幼稚園